# إبراهيم ثياو
إبراهيم ثياو هو دكتور موريتاني في تقنية الغابات والبيئة المستدامة. وهو الأمين التنفيذي لاتفاقية الأمم المتحدة لمكافحة التصحر وشغل السيد إبراهيم ثياو منصب نائب المدير التنفيذي لبرنامج الأمم المتحدة للبيئة (الأمم المتحدة للبيئة) والأمين العام المساعد للأمم المتحدة حتى 20 أبريل 2018.

## نشأته
ولد ثياو عام 1957 في تكاني، موريتانيا، وهو حاصل على درجة علمية متقدمة في تقنيات الغابات يعيش الدكتور في بون في ألمانيا. وهو حريص على إرتدائه للمبلاس الموريتانية والساحلية التقليدية في خطاباته وفي زياراته الرسمية. يتحدث العربية والإنجليزية والفرنسية بطلاقة. مهتم بالعملية الديمقراطية في موريتانيا وقد قدم تعازيه على وفاة سيدي محمد ولد الشيخ عبد الله أول رئيس منتخب ديمقراطيا في موريتانيا. ثياو متزوج ولديه ثلاثة أطفال

## مسيرته المهنية
قبل انضمامه إلى برنامج الأمم المتحدة للبيئة في عام 2007، عمل السيد ثياو في منصب المدير الإقليمي للاتحاد الدولي لحماية الطبيعة لغرب أفريقيا، وعمل في وقت لاحق في منصب المدير العام بالنيابة للاتحاد الدولي لحماية الطبيعة. إبراهيم ثياو حاصل على شهادة جامعية في الغابات وقضى عشر سنوات في وزارة التنمية الريفية في موريتانيا. في عام 2013، تم تعيين إبراهيم ثياو من موريتانيا نائبا للمدير التنفيذي لبرنامج الأمم المتحدة للبيئة. يتمتع ثياو بأكثر من 33 عامًا من الخبرة في مجالات التنمية المستدامة وإدارة الموارد الطبيعية على المستويات الوطنية والإقليمية والدولية. كان إنضمامه متوافقا مع إطلاق خطة السور الأخضر العظيم. وقد صرح الدكتور إبراهيم ثياو لصحيفة البيان الإماراتية أن المشروع سوف يتم توفير ما لا يقل عن 10 ملايين فرصة عمل